# Ceyssac
Ceyssac település Franciaországban, Haute-Loire megyében. Lakosainak száma 439 fő (2022. január 1.). Ceyssac Bains, Espaly-Saint-Marcel, Saint-Christophe-sur-Dolaizon, Sanssac-l’Église és Vals-près-le-Puy községekkel határos.

## Népesség
A település népességének változása:
| Lakosok száma | 286  | 372  | 407  | 394  | 404  | 411  | 416  | 426  | 431  | 439  |
|               | 1968 | 1982 | 1990 | 2006 | 2013 | 2015 | 2017 | 2019 | 2020 | 2022 |